# Reinhard Pfeiffer (Fußballspieler)
Reinhard Pfeiffer (* 25. August 1951) ist ein ehemaliger deutscher Fußballspieler.

## Karriere
In der A-Jugend spielte Pfeiffer mit dem TuS Altrip um die deutsche Fußballmeisterschaft 1969/70. Unter Trainer Hermann Jöckel führte er sein Team als Kapitän bis ins Finale. An der Seite des späteren Nationalspielers Manfred Kaltz musste sich das Team um Pfeiffer in Bochum gegen den FC Hertha 03 Zehlendorf nach einer 2:0-Führung noch mit 2:3 geschlagen geben, man wurde Vizemeister.
Durch seine Leistungen in der Jugend wurde der Bundesligist FC Schalke 04 auf ihn aufmerksam und verpflichtete ihn zur Saison 1970/71. Der junge Stürmer war Ergänzungsspieler im Team von Trainer Slobodan Čendić, der ihn zu seinem Debüt im Profifußball verhalf. Am 33. Spieltag wechselte er ihn zur zweiten Halbzeit für Johann Pirkner ein. Bereits nach 28 Spielminuten war das Debüt beendet und Pfeiffer wurde ausgewechselt. Für ihn kam Manfred Pohlschmidt und das Spiel gegen den 1. FC Köln endete 2:2. Pfeiffer löste seinen Vertrag bei den Knappen nach einem Jahr auf und schloss sich dem Karlsruher SC an. Er spielte eine Regionalligasaison, die er mit dem  KSC auf Platz fünf beendete. Damit endete Pfeiffers fußballerische Karriere, dazu zwang ihn eine Knieverletzung. Beim Karlsruher SC debütierte Pfeiffer unter Trainer Heinz Baas am zweiten Rundenspieltag, den 21. August 1971, bei einem 1:0-Heimerfolg gegen Darmstadt 98 in der Regionalliga Süd. Er wurde in der 83. Minute für Gerd Becker eingewechselt. Seinen achten und letzten Einsatz erfuhr der Mann aus Altrip am 29. Spieltag, den 18. März 1972, bei einem 6:1-Heimerfolg gegen Opel Rüsselsheim. Hier wurde er in der 46. Minute für Jürgen Weidlandt eingewechselt.